# Ritterorden der christlichen Miliz

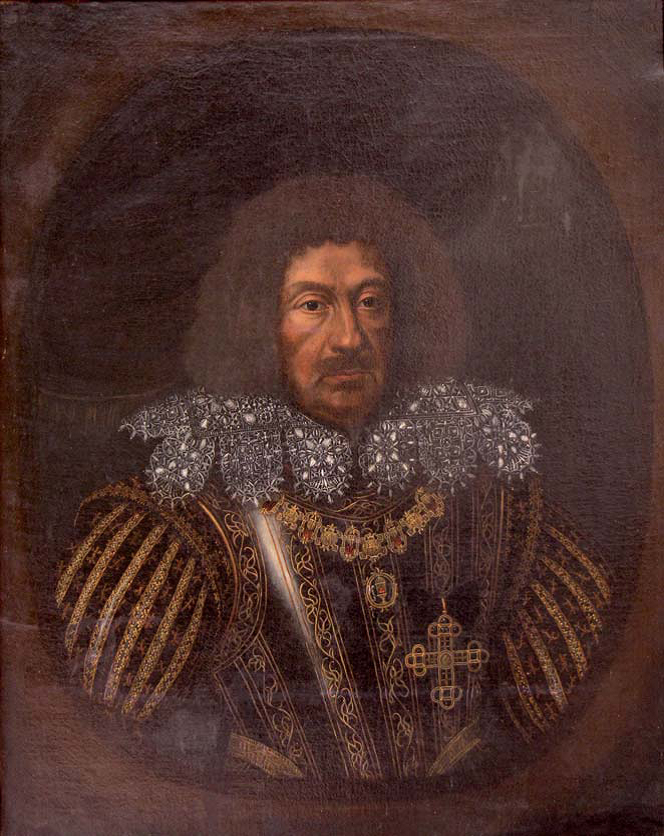
Porträt des Herzogs von Mantua Karl I von Gonzaga mit dem Kreuz des Ordens (rechts), mit dem Kragen des Orden des Erlösers

Der Orden der christlichen Miliz hat zu seiner Entstehung zwei Anläufe gebraucht.

## Geschichte
Die erste Stiftung durch die Brüder Petrinagni war ein Versuch zur Einrichtung eines italienischen Ordens. Der päpstliche Segen und der Versuch der Ausbreitung in Frankreich und Deutschland kann als Fehlschlag gesehen werden, Erst der zweite Stiftungsversuch des Ritterordens war erfolgreich. Der Ordenszweck war gegen die Türken im Mittelmeerraum anzugehen und sie zu vertreiben.
Die endgültige Stiftung erfolgte durch Karl I von Gonzaga, Herzog von Nevers und mit Michael Adolf Graf von Althann. Diese Edelleute verabredeten sich in Olmütz am 6. November 1618 zur Einrichtung eines vom italienischen Orden verschiedenen neuen am 8. März 1619 in Wien einzurichten. Der neue Zweck war nun die Befreiung der „Ungläubigen Bedrückten und Beförderung der Eintracht unter den christlichen Fürsten“. Er war die Auffangorganisation für griechische Freiwillige und der Kern einer europäischen Armee.
Gleich in der Anfangsphase traten viele Deutsche, Italiener, Franzosen und Polen bei.
Der für einen der Brüder Petrinagni später hinzu gestoßene Herzog von Mantua Ferdinando I von Gonzaga.
Der Orden wurde auch unter dem Titel Orden der glorreichen, unbefleckten Empfängnis der seligen Jungfrau Maria unter der Regel des heiligen Franziskus und unter dem Schutz des heiligen Erzengels Michael und des heiligen Basilius geführt und bekannt. Der Papst Urban VIII. erteilte die Bestätigung und seinen Segen 1623. Der Graf Althann wollte nach seinem Religionswechsel grundsätzlich die männlichen Nachfolger Michael und die weiblichen Maria der Ordensmitglieder nennen lassen. Der Orden verfiel mit dem Tod des Stifters Herzog von Revers.

## Ordensdekoration
Die Ordensdekoration war ein goldenes, achtspitziges, blaues emailliertes Kreuz. Auf der Vorderseite des Medaillon war das Bild der heiligen Jungfrau Maria mit dem Jesuskind. Die Rückseite zeigte das Bild des heiligen Michaels.

## Ordensband und Trageweise
Das blaue Ordensband hatte einen goldgefassten Rand. Das Kreuz wurde um den Hals als Halsorden getragen. Dazu gehörte eine Ordenskleidung. Die Ritter trugen einen Ordensmantel mit einem goldgestickten Stern auf dessen linker Seite.

## Einzelnachweis
1. ↑  Heinz Gollwitzer, Geschichte des weltpolitischen Denkens (Vom Zeitalter der Entdeckungen bis zum Beginn des Imperialismus); Vandenhoeck & Ruprecht, 1972, S. 80.